# Programa de Ciencias de la Salud y Tecnología Harvard-MIT
El Programa de Ciencias de la Salud y Tecnología Harvard-MIT (HST), creado en 1970, es uno de los más antiguos y más grandes programas de formación de ingeniería biomédica y médico-científica de los Estados Unidos. Actualmente, es la colaboración funcional más antigua entre la Universidad Harvard y el Instituto de Tecnología de Massachusetts (MIT).
HST es el único programa educacional interdisciplinario que lleva la ingeniería, la  física y las ciencias biológicas desde el laboratorio a la cabecera del paciente. A la inversa, aporta una visión clínica desde la cabecera del paciente al laboratorio del científico. De esta manera, los estudiantes HST están capacitados para tener un profundo conocimiento de ingeniería, ciencias físicas y ciencias biológicas, que se complementa con la experiencia práctica en la clínica o en la industria; y están al corriente de los aspectos cuantitativos y moleculares subyacentes de la medicina y la ciencia biomédica. Dentro de la división, más de 300 estudiantes graduados trabajan con profesores eminentes y profesores afiliados de todas las comunidades del MIT y de Harvard En el HST se encuentra también el Laboratorio de Fisiología Computacional (LCP), que alberga la base de datos MIMIC II y PhysioNet.
Además de su destacada trayectoria en la investigación en asistencia sanitaria en humanos, los programas educativos del HST se distinguen por tres elementos clave:
- Una orientación cuantitativa importante
- Experiencia práctica obligatoria en un entorno clínico o en la industria
- Un proyecto interdisciplinario enfocado a la investigación

HST es una parte del Instituto de Ingeniería Médica y Ciencia del MIT y 1 de las 5 sociedades de la Escuela de Medicina de Harvard.

## Postgrados
HST ofrece dos opciones de postgrado multidisciplinarias:
- Ciencias Biomédicas MD
- Ingeniería Médica y Física Médica (MEMP) PhD, con programas de formación opcionales en Bioastronáutica y Neuroimagen[2]

Además, HST ofrece la Educación de Postgrado en Ciencias Médicas (GEMS) Programa de Certificación para los estudiantes de doctorado del MIT.

## Alumnos notables
- David Ho
- Mark McClellan
- Peter Diamandis
- Robert Satcher
- Atul Butte

## Profesores notables
- Robert Langer, Proferor Instituto, MIT[3]
- Mehmet Toner, profesor[4]
- George Church, profesor[5]
- Roger Marcos, profesor[6]
- Elazer Edelman, profesor[7]
- Sangeeta Bhatia, profesor[8]

## Fuente
- Esta obra contiene una traducción  derivada de «Harvard–MIT Division of Health Sciences and Technology» de Wikipedia en inglés, concretamente de esta versión, publicada por sus editores bajo la Licencia de documentación libre de GNU y la Licencia Creative Commons Atribución-CompartirIgual 4.0 Internacional.

- Datos: Q5676651